# Петраково (Александровский район)
Петрако́во — деревня в Александровском районе Владимирской области России. Входит в состав Каринского сельского поселения Александровского района.

## География
11 км от центра города Киржач. Стоит на реке Малый Киржач.

## История
Деревня неоднократно меняла административную подчинённость вместе с Александровским районом:
- Район образован 10 апреля 1929 года в составе Александровского округа Ивановской Промышленной области из части территорий Александровского уезда Владимирской губернии.
- С 14 августа 1944 года Александровский район в составе Владимирской области.
- 30 августа 1948 года район был упразднён, его территория вошла в состав Струнинского района.
- 12 января 1965 года Струнинский район переименован в Александровский, райцентром вновь стал город Александров[2].

## Население
| 1859 | 1905 | 1926 | 2002 | 2010 | 2021 |
| ---- | ---- | ---- | ---- | ---- | ---- |
| 210  | ↗251 | ↘224 | ↘8   | →8   | ↘6   |

## Транспортное сообщение
- Ближайшая железнодорожная станция: Бельково, примерно в 9 км;

другая станция того же железнодорожного направления — Карабаново, примерно в 11 км.
- Деревня Петраково является последним населёным пунктом на дороге Карабаново — Петраково. (Предпоследний населённый пункт этой дороги — Романовское.)
  - Дорога Карабаново — Петраково: Карабаново — СНТ «Карал» — Дубки — Старово — Романовское — Петраково.